# Raheny United
Der Raheny United LFC (irish: Cumann Peile Ráth Éanna Aontaithe) ist ein irischer Fußballverein aus Dublin.

## Geschichte
Der Verein wurde 1994 gegründet. Seine Frauenfußballabteilung spielt seit der Saison 2011/12 in der neugegründeten Women’s National League mit. In der Saison 2012/13 und 2013/14 wurden sie erstmals Meister und qualifizierten sich für die UEFA Women’s Champions League.

## Erfolge
- Women’s National League: 2012/13; 2013/14

## UEFA Women’s Champions League
| Wettbewerb                            | Runde               | Gegner                  | Spiel |
| ------------------------------------- | ------------------- | ----------------------- | ----- |
| UEFA Women’s Champions League 2013/14 | Gruppe 3 in Belfast | MTK Budapest FC         | 2:3   |
|                                       |                     | WFC Zhytlobud-1 Kharkiv | 1:2   |
|                                       |                     | Crusaders Strikers      | 2:1   |